# Kevin Patijn
Kevin Patijn (Rotterdam, 11 november 1991) is een Nederlands voetballer die als verdediger voor FC Dordrecht speelde.

## Carrière
Kevin Patijn speelde in de jeugd van VV Spijkenisse, SC Feyenoord en FC Dordrecht. Hij maakte zijn debuut voor FC Dordrecht op 22 augustus 2011, in de met 3-2 gewonnen thuiswedstrijd tegen Willem II. Hij kwam in de 84e minuut in het veld voor Shayron Curiel. Hij speelde zijn tweede wedstrijd uit tegen FC Den Bosch (0-0), waar hij de hele wedstrijd speelde. In 2012 vertrok hij naar XerxesDZB, waarna hij voor SteDoCo en SC Feyenoord speelde.

### Statistieken
| Seizoen                     | Club           | Land           | Competitie     | Competitie | Competitie | Beker | Beker | Totaal | Totaal |
| Seizoen                     | Club           | Land           | Competitie     | Wed.       | Dlp.       | Wed.  | Dlp.  | Wed.   | Dlp.   |
| --------------------------- | -------------- | -------------- | -------------- | ---------- | ---------- | ----- | ----- | ------ | ------ |
| 2010/11                     | FC Dordrecht   | Nederland      | Eerste divisie | 0          | 0          | 0     | 0     | 0      | 0      |
| 2011/12                     | FC Dordrecht   | Nederland      | Eerste divisie | 2          | 0          | 0     | 0     | 2      | 0      |
| 2015/16                     | SteDoCo        | Nederland      | Topklasse      | 18         | 0          | 0     | 0     | 18     | 0      |
| Carrièretotaal              | Carrièretotaal | Carrièretotaal | Carrièretotaal | 20         | 0          | 0     | 0     | 20     | 0      |
| Bijgewerkt op 24 maart 2017 |                |                |                |            |            |       |       |        |        |